# Philotes comstocki
Philotes comstocki är en fjärilsart som beskrevs av Gunder 1925. Philotes comstocki ingår i släktet Philotes och familjen juvelvingar. Inga underarter finns listade i Catalogue of Life.